# Cublac
 Cublac  (en occitano Cublac) es una comuna y población de Francia, en la región de Nueva Aquitania (anteriormente Lemosín), departamento de Corrèze, en el distrito de Brive-la-Gaillarde y cantón de Larche.
Su población en el censo de 2008 era de 1670 habitantes. Forma parte de la aglomeración urbana de Terrasson-Lavilledieu.
Está integrada en la Communauté d'agglomération de Brive.
Está situada en el límite departamental, junto a Terrasson-Lavilledieu (Dordoña).

## Demografía
| 1021 | 1062 | 1132 | 1377 | 1560 | 1515 | 1670 |
| Para los censos de 1962 a 1999 la población legal corresponde a la población sin duplicidades (Fuente: INSEE [Consultar]) |      |      |      |      |      |      |